# Ночилья
Ночилья (італ. Nociglia, сиц. Nucija) — муніципалітет в Італії, у регіоні Апулія, провінція Лечче.
Ночилья розташована на відстані близько 540 км на південний схід від Рима, 175 км на південний схід від Барі, 39 км на південь від Лечче.
Населення — 2353 особи (2014).

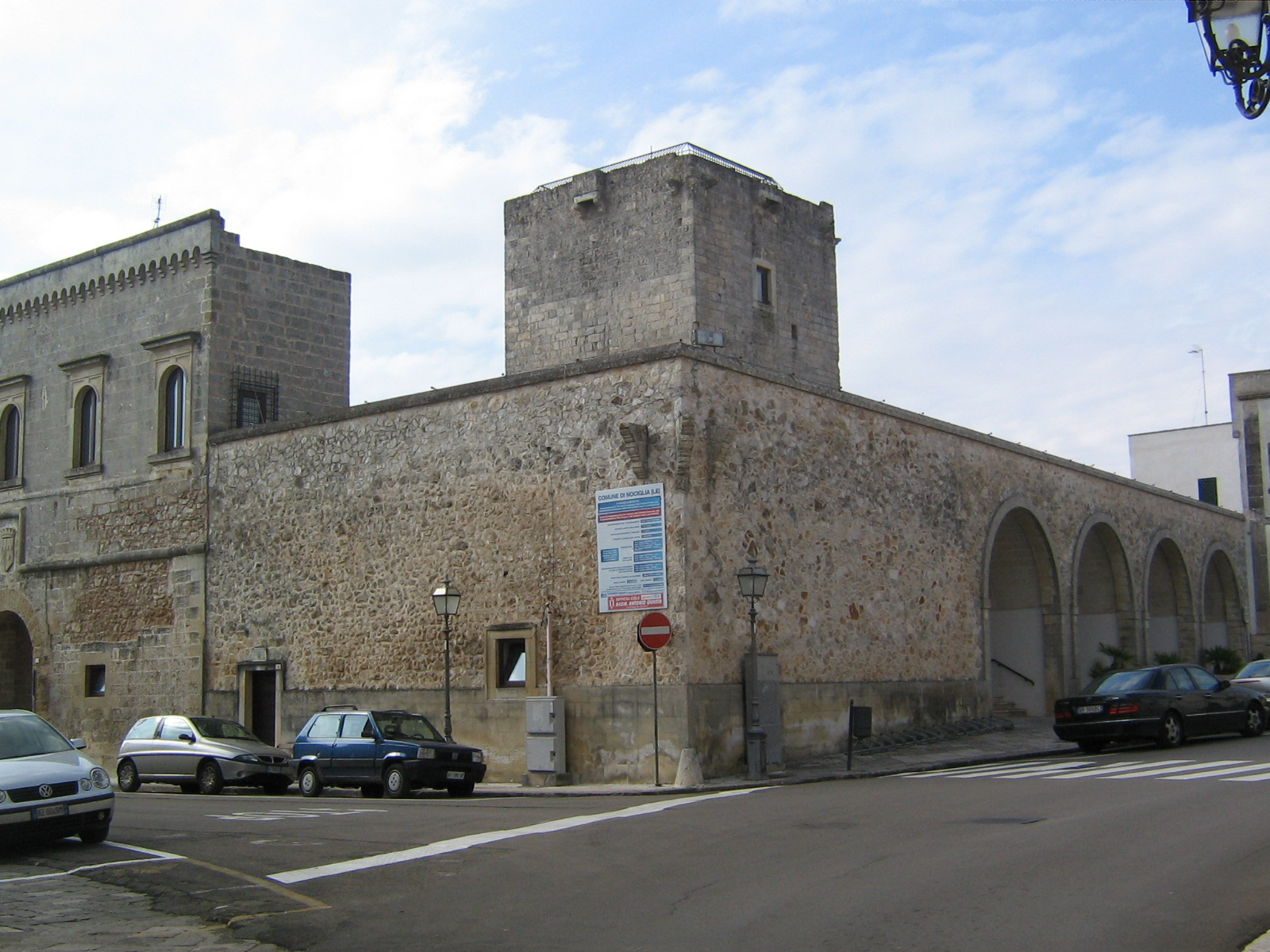

Щорічний фестиваль відбувається 13 червня. Покровитель — Sant'Antonio da Padova.

## Демографія
Населення за роками:

Станом на 1 січня 2023 року в муніципалітеті офіційно проживало 59 іноземців з 13 країн, серед них 7 громадян країн Євросоюзу.

## Сусідні муніципалітети
- Монтезано-Салентіно
- Поджардо
- Сан-Кассіано
- Суперсано
- Сурано